# Kolding FC
Kolding FC – duński klub piłkarski z siedzibą w Kolding.

## Historia
Kolding FC został założony 1 stycznia 2002 roku w Kolding w wyniku fuzji dwóch miejscowych klubów Kolding IF i Kolding Boldklub. Od 2002 do 2005 roku zespół występował w 2. division. W sezonie 2004/05 zajął pierwsze miejsce i awansował do 1. division. Występował w niej do sezonu 2010/11. 1 lipca 2011 roku połączył się z Vejle BK, po czym przyjął nazwę Vejle Boldklub Kolding.

## Sukcesy

### Trofea międzynarodowe
Nie uczestniczył w rozgrywkach europejskich.

### Trofea krajowe
| \| \| Zdobyte trofea w rozgrywkach Danii (stan na: 31-05-2014) \| |                                                          |      |            |
| Rozgrywki                                                         | Osiągnięcie                                              | Razy | Sezon(y)   |
| Mistrzostwo                                                       | I miejsce                                                | 0    |            |
| Mistrzostwo                                                       | II miejsce                                               | 0    |            |
| Mistrzostwo                                                       | III miejsce                                              | 0    |            |
| Puchar                                                            | zdobywca                                                 | 0    |            |
| Puchar                                                            | finalista                                                | 0    |            |
| Puchar                                                            | 1/8 finału                                               | 1    | 2006       |
| II liga                                                           | I miejsce                                                | 0    |            |
| II liga                                                           | II miejsce                                               | 0    |            |
| II liga                                                           | III miejsce                                              | 0    |            |
| II liga                                                           | 6. miejsce                                               | 2    | 2006, 2007 |
| Dania                                                             | Zdobyte trofea w rozgrywkach Danii (stan na: 31-05-2014) |      |            |

- 2. division:
  - mistrz: 2004/05

## Stadion
Klub rozgrywał swoje mecze domowe na Kolding Stadion w Kolding, który może pomieścić 10000 widzów.